# Praia do Martim de Sá
A praia Martim de Sá está situada no município de Caraguatatuba, no litoral norte de São Paulo.
Em certas épocas, dependendo do clima, a praia Martim de Sá costuma ter Corrente de retorno, é preciso ter muito cuidado ao entrar nesta praia.